# Florida Federal Open 1984
Florida Federal Open 1984  — жіночий тенісний турнір, що проходив на відкритих кортах з твердим покриттям Innisbrook Resort у Тампі (США). Належав до Світової чемпіонської серії Вірджинії Слімс 1984. Тривав з 8 жовтня до 14 жовтня 1984 року. Сьома сіяна Мішелл Торрес здобула титул в одиночному розряді.

## Фінальна частина

### Одиночний розряд
Мішелл Торрес —  Карлінг Бассетт 6–1, 7–6(7–4)

### Парний розряд
Карлінг Бассетт /  Елізабет Смайлі —  Мері-Лу Деніелс /  Венді Вайт-Прауса 6–4, 6–3
- Для Бассетт-Сеґусо це був 1-й титул за рік і 2-й - за кар'єру. Для Смайлі це був 4-й титул за сезон і 8-й — за кар'єру.